# Broadmoor
Broadmoor é uma região censo-designada localizada no estado americano de Califórnia, no Condado de San Mateo. O enclave é inteiramente cercado por Daly City. Possui mais de 4 mil habitantes, de acordo com o censo nacional de 2020.

## Geografia
De acordo com o Departamento do Censo dos Estados Unidos, a região tem uma área de 1,1 km², dos quais todos os 1,1 km² estão cobertos por terra.

### Localidades na vizinhança
O diagrama seguinte representa as localidades num raio de 8 km ao redor de Broadmoor. 

## Demografia

### Censo 2020
Segundo o censo nacional de 2020, a sua população é de 4 411 habitantes e sua densidade populacional de 3 942,6 hab/km². Seu crescimento populacional na última década foi de 5,6%, próximo do crescimento estadual de 6,1%.
Possui 1 464 residências que resulta em uma densidade de 1 308,6 residências/km² e um aumento de 5,2% em relação ao censo anterior. Deste total, 2,5% das unidades habitacionais estão desocupadas. A média de ocupação é de 3,1 pessoas por residência.
A renda familiar média é de 94 160 dólares e a taxa de emprego é de 66,1%.